# Карловачка берба грожђа
Карловачка берба грожђа - Грожђебал је привредно-фолклорна манифестација регионалног карактера настала 1930. године из традиционалне народне свечаности, којом се обележавао почетак бербе грожђа. Од обнављања манифестације, 1992. године, сваке године се крајем септембра и почетком октобра одржава у Сремским Карловцима.
Уз очување културног наслеђа и традиције и његове туристичке валоризације, циљ манифестације је подстицање виноградара да наставе производњу вина и продуже традицију предака. Централно место у програму заузима продајна изложба грожђа, вина, куглофа и сувенира. Пратећи програм обухвата разноврсне активности од изложбе „Карловачки винари и виноградари”, до концерата хора Епархије сремске „Свети Николај”, народне и забавне музике и фестивал дечје музике „Лицидерско срце”. Такође, организују се позоришне представе, велика играоница за децу и наступи културно-уметничких друштава.
Организатор манифестације је општина Сремски Карловци, коју посети око 80.000 туриста.